# Bragi
Pour le scalde du IXe siècle, voir Bragi Boddason.
Bragi est le dieu de la poésie dans la mythologie nordique.

## Étymologie
Le nom propre Bragi dérive du vieil-islandais bragr « poésie, art poétique ». Le terme a été rapproché du vieil-irlandais bricht « formule magique », des noms gaulois de la magie, brixta, brixtom et du nom védique de la formule poétique bráhman-, neutre, dont le masculin correspondant désigne l'homme de caste brahmanique.
La divinisation de la formule dans l'Ase Bragi a deux parallèles : le dieu indien Brahmā et la déesse gauloise Brixtā.

## Le dieu de la poésie

### Chez Snorri Sturluson
Bragi figure dans la présentation des Ases par Snorri Sturluson dans la Gylfaginning (26). « Il est renommé pour sa sagesse et surtout pour son éloquence et sa verve » écrit-il, ajoutant qu'il est « particulièrement doué pour la poésie ». En tant qu’« inventeur de la poésie » (Skáldskaparmál, 10), c'est lui qui est l'interlocuteur d'Ægir lors du banquet qui sert de cadre au Skáldskaparmál.
Snorri indique aussi que c'est de Bragi qu'est dérivé le mot bragr, qui signifie en vieux norrois « poésie » et « chef » (Gylfaginning, 26) ; qu'il est l'époux d'Idunn, la gardienne des pommes de jouvence (idem) et qu'il peut être désigné sous le nom d' « Ase à la longue barbe » (Skáldskaparmál, 10). 

### Dans lapoésie scaldiqueeteddique
L'existence de Bragi est toutefois peu attestée en dehors de Snorri. Il apparaît principalement dans la Lokasenna, où il fait partie des Ases présents au banquet donné par Ægir. Loki raille sa lâcheté (13, 15), qui n'est pas confirmée ailleurs. Bragi est présenté dans ce poème comme l'époux d'Idun, mais pas comme dieu de la poésie.  
Bragi apparaît également dans le Grímnismál (44), où il est qualifié de plus grand des scaldes. Il figure aussi dans l'Eiríksmál (3-4) et le Hákonarmál (14, 16) où il est présent lors de l'arrivée à la Valhöll de deux rois venant de mourir (respectivement Éric « à la hache sanglante » et Hákon le Bon). Dans ces trois textes, il est toutefois possible qu'il soit fait référence au scalde Bragi Boddason plutôt qu'au dieu.

## Interprétations

### Le scaldeBragi Boddason l'Anciendivinisé?
Dans la mesure où la divinité de Bragi n'est que tardivement attestée, il a été suggéré dès le XIXe siècle que Bragi était peut-être le scalde norvégien Bragi Boddason divinisé. Bragi, qui vécut au IXe siècle, est en effet le plus ancien scalde connu, et il a en conséquence été très tôt considéré comme le père de la poésie scaldique.

### Odin?
Comme Odin est le dieu des scaldes et que Bragi est l'un des noms qu'il porte, Régis Boyer a avancé l'idée que « Bragi n'est autre qu'Odin ».